# Жан II (дофін В'єннський)
Жан II (фр. Jean II de Viennois; бл. 1280 — 5 березня 1319) — дофін В'єннський, граф Альбон, В'єнн, Браянсон, Гренобль, Ембрун і Ойзан, барон Ла-Тур-дю-Пін, сеньйор Коліньї у 1307—1319 роках.

## Життєпис
Походив з династії Ла-Тур-дю-Пін. Син Юмбера I, дофіна В'єннського, та Анни д'Альбон. Народився близько 1280 року. 1289 року отримав титул барона Ла Тур-дю-Пін. З 1290-х років долучився до війни його батька з Савойським графством. 1296 року пошлюбив онуку Карла II, короля Неаполю і графа Провансу. Цим забезпечив підтримку з півдня проти савойців.
1300 року отримав титул дофіна. 1306 року брав участь в укладанні антисавойського союзу. 1307 року після смерті батька перебрав владу у всіх родинних володіннях. Для зміцнення дофіно-савойського кордону залучає дрібних лицарів, яким надає землю в обмін на оборону.
1310 року за посередництва Вільгельма III, графа Женевського, та свого брата Гуго, барона Фокіньї, продовжив перемир'я з Амадеєм V, графом Савойським. 1311 року родина Клерьє принесла оммаж за землі Монтріго та Мірібель-де-Вальклері. 1311 і 1313 року надав хартії міста Авалону та Ла-Буссьєр, яких оточив потужними укріпленнями. Завдяки цьому забезпечено оборону долини між Греноблем і Шамбері.
1314 року за посередництва Бертрана I, архієпископа Тарантеза, та Вільгельма IV Ройна, єпископа Гренобля, укладено мирний договір з Амадеєм V, за яким ободва володаря руйнували укріплення в прикордонній області. При цьому Жан II передавав Савойї містечко Ла-Буас, знищивши його укріплення.
Втім вже 1315 року дофін став готуватися до нової війни з Савоєю. 1316 року захопив замок Мірібель. 1318 року угоду фактично перестали виконувати дофін і граф Савойський.
Дофін Жан II раптово помер 1319 року в Соргу (поблизу Авіньйону), коли він вже збирався повертатися до себе. Йому спадкував син Гіг VIII.

## Родина
Дружина — Беатриса, донька Карла Мартела, принца Салерно
Діти:
- Гіг (1309—1333), дофін В'єннський
- Юмбер (1312—1355), дофін В'єннський
- Катерина (д/н—1319)

- 2 бастарди